# グレイトフル・デッド
グレイトフル・デッド (英語: Grateful Dead) は、アメリカのロックバンド。1965年にカリフォルニア州パロアルトで結成され、1995年に解散。音楽性は”ゆるさ”を特徴としたルーツ志向で知られた。
音楽スタイルはカントリー、フォーク、ブルーグラス、ブルース、ロック、即興のジャズ、サイケデリック、スペース・ロックが融合した物で、ライブパフォーマンスでは長いインストルメンタルジャムが特徴であり、彼らの熱狂的なファンは「デッドヘッズ」として知られた。
パティ・スミスグループのギタリスト、レニー・ケイは「彼らの音楽は、他の多くのバンドがその存在を知りさえしない領域に達している」と表した。これらの様々な影響は抽出され、多様でサイケデリックな完全体としてグレイトフル・デッドを「ジャム・バンド界の開拓者的なゴッドファーザー」とした。
バンドはローリング・ストーン誌の「ローリング・ストーンの選ぶ歴史上最も偉大な100組のアーティスト」で57位に選ばれた。1994年にはロックの殿堂入りしている。また、1977年5月8日にコーネル大学のバートン・ホールで行われたコンサートはアメリカ議会図書館の全米録音資料登録簿に追加された。ギター、ボーカルのジェリー・ガルシアは「ローリング・ストーンの選ぶ歴史上最も偉大な100人のギタリスト」において2003年は第13位、2011年の改訂版では第46位に選ばれている。グレイトフル・デッドはヒットチャートとはほとんど無縁の存在ながら、毎年のように大規模ツアーを行い、観客動員数も上位だった。日本では知名度が高くないが、本国アメリカではアメリカを代表する伝説的バンドとして認識されており、世界中で3,500万枚を超えるアルバムを売り上げている。
グレイトフル・デッドはヒッピー文化、サイケデリック文化を代表するアーティストである。カウンターカルチャーが上昇する1960年代に、その中心地であるサンフランシスコ・ベイエリアで結成された。
創立メンバーは、ジェリー・ガルシア（ギター、ボーカル）、ボブ・ウェア（ギター、ボーカル）、ロン「ピッグペン」マッカーナン（キーボード、ハーモニカ、ボーカル）、フィル・レッシュ（ベース、ボーカル）、およびビル・クルーツマン（ドラム）であった。
グレイトフル・デッドのメンバーはサンフランシスコの様々なバンドで共に演奏しており、その中にはマザー・マクリーズ・アップタウン・ジャグ・チャンピオンとワーロックスが含まれた。レッシュはワーロックスに加入した最後のメンバーで、それが後にグレイトフル・デッドとなった。レッシュはいくつかのライヴでベースを演奏したダナ・モーガンジュニアに代わって加入した。ドラマーのミッキー・ハートおよび演奏には参加しない詩人のロバート・ハンターは1967年に参加した。マッカーナンは1973年に死去し、ハートは1971年から74年までバンドから離れていたが、バンドの核はほぼ30年間不変であった。
この他の公式メンバーは、トム・コンスタンテン（キーボード、1968－1970） 、キース・ゴドショウ（キーボード、1971－1979） 、ドナ・ゴドショウ（ボーカル、1972－1979） 、ブレント・ミドランド（キーボード、ボーカル、1979－1990）、ヴィンス・ウェルニック（キーボード、ボーカル、1990－1995）がいる。ピアニストのブルース・ホーンズビーは、1990年から1992年までのツアーメンバーであり、バンド参加以前と以後も時々ゲスト出演した。
バンドとそのファン（「デッドヘッズ」）は、ヒッピー・ムーヴメントと密接に関連し、長い間アメリカ文化の中で制度の一形態として見られた。現在でも多くの熱狂的なファンがおり、メンバーの使用していた楽器などがオークションに出品されると高額落札がされる。バンドのメンバーはその後他のミュージシャンと共に1998年、ザ・アザー・ワンズとしてツアーを行う。2000年、2002年にもツアーを行った後、ザ・デッドとして2003年、2004年、2009年にツアーを行った。現在はデッドの再結成とも言える多数のバンドがあり、最も有名なツアーアクトはファーザー、フィル・レッシュ・アンド・フレンズ、ラットドッグ、そしてドラマーのミッキー・ハート、ビル・クルーツマンが参加したリズム・デビルズがある。バンドは結成50周年記念として、トレイ・アナスタシオ、フィッシュとコンサートを行ったが、バンドはそれを最後のコンサートになるとアナウンスした。

## 経歴

### グレイトフル・デッド結成・1965年-1969年

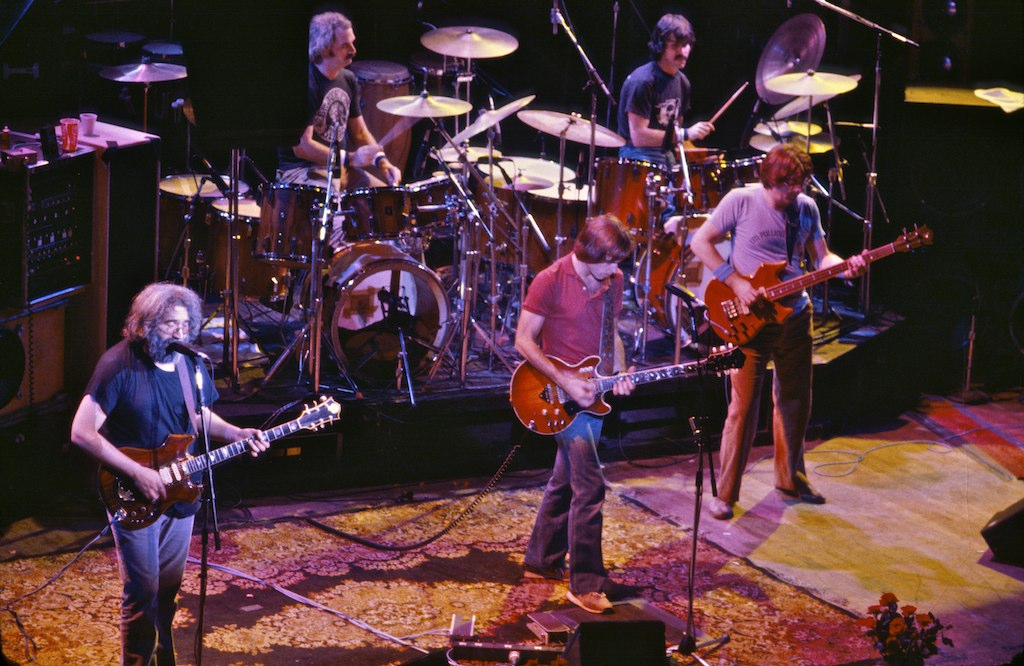
グレイトフル・デッド、1980年。左から右に：ジェリー・ガルシア、ビル・クルーツマン、ボブ・ウェア、ミッキー・ハート、フィル・レッシュ

バンドは1965年初めにワーロックスとしてパロアルトで活動を始めた。ワーロックスはジャグ・バンドのマザー・マクリーズ・アップタウン・ジャグ・チャンピオンの残ったメンバーにより結成された。最初のステージは1965年5月5日、メンローパークのサンタクルーズ通り639にあるマンゴーズ・ピザで行われた。彼らはワーロックスと名乗ったものの、同時期に東海岸にもワーロックスというバンドがあり、それは後にヴェルヴェット・アンダーグラウンドとなっている。そのショーは録音されず、セットリストも残っていない。彼らは同じ名前のバンドがレコーディングの契約を行ったことを知ると、すぐにその名を変更した。新たな名前グレイトフル・デッドでの最初のステージは1965年12月4日のサンノゼで、ケン・キージーのアシッド・テストの一つであった。初期のデモテープは残存したが、2,000以上のコンサートでバンドのファンによって記録された最初の物として知られているのは1966年1月8日のサンフランシスコのフィルモア・オーディトリアムのショーであった。その月の後半にグレイトフル・デッドはトリップス・フェスティバル（初期のサイケデリック・ロックのコンサート）に参加した。
バンド名の「グレイトフル・デッド」は辞書から選ばれた。フィル・レッシュの自伝(pp. 62)によると、メンバーがレッシュの家に集まった際、ガルシアが「...古いブリタニカ世界言語辞典を取り上げた...そして、その澄んだ妖精のような声で『よう、グレイトフル・デッドはどうだい？』と私に言った。その定義は『慈善行為として死者の埋葬を手配した人物に対して謝意を示す死者または天使』であった。」グレイトフル・デッドの曲の出版会社、アイス・ナインの社長であるアラン・トリストによると、ガルシアはその語をファンク・アンド・ワグネルの「民話辞典」でフィクショナリーをしているときに見つけたという。その辞書によると、『トビト記』やチベット仏教の経典『チベット死者の書』など世界中に残っている「彷徨える魂を成仏させる旅人の寓話」に登場する「感謝する死者（Grateful Dead)」という意味で、「負債を抱えたまま死んだため埋葬されない死者のためにお金を出してやった旅人が、以後不思議な幸運に見舞われるようになり、それはその死者に感謝されたおかげだと気づいた。」とされる。ガルシアの伝記「Captain Trips」の作者サンディ・トロイは、バンドが当時DMTを吸飲していたと述べる。「グレイトフル・デッド」の語はいろいろな文化の民話に現れている。1969年の中頃にフィル・レッシュは別の話を、マリン郡でバンドを訪ねてきた若いテキサス人のキャロル・モーにしている。それによるとフィルは「ジェリーが辞書を拾い上げて、ページが開いたところに自発的に名前を見つけた。『grateful』と『dead』は、無関係なテキストの載ったページを挟んで、互いの反対側に真っ直ぐに現れた。」と語ったという。
この他に、バンドを初期にサポートした人物にはロック・スカリーがいる。スカリーはキージーからバンドのことを聞き、彼らとビッグ・ビート・アシッド・テストで出会った後にマネージャーとして契約した。スチュアート・ブランドは「テープ録音された音楽とインディアンの生活のスライドによるマルチメディア・プレゼンテーション」をビッグ・ビートで行い、トリップス・フェスティバルではそれを拡大した。そして「アシッド・キング」と呼ばれたオウズリー・スタンリーはLSDをテストに供給し、1966年初めにはバンドを金銭的にサポート、彼らのためにワッツ周辺に家を借り、音楽機材を買い与えた。ガルシアは「私たちは当時オウズリーの恩寵を受けて生きているだけだった...（彼の）トリップは私たちのための機材をデザインしたかったことであり、そして私たちは彼がそれをするために研究室の状況でいなければならないつもりだった。」と語った。

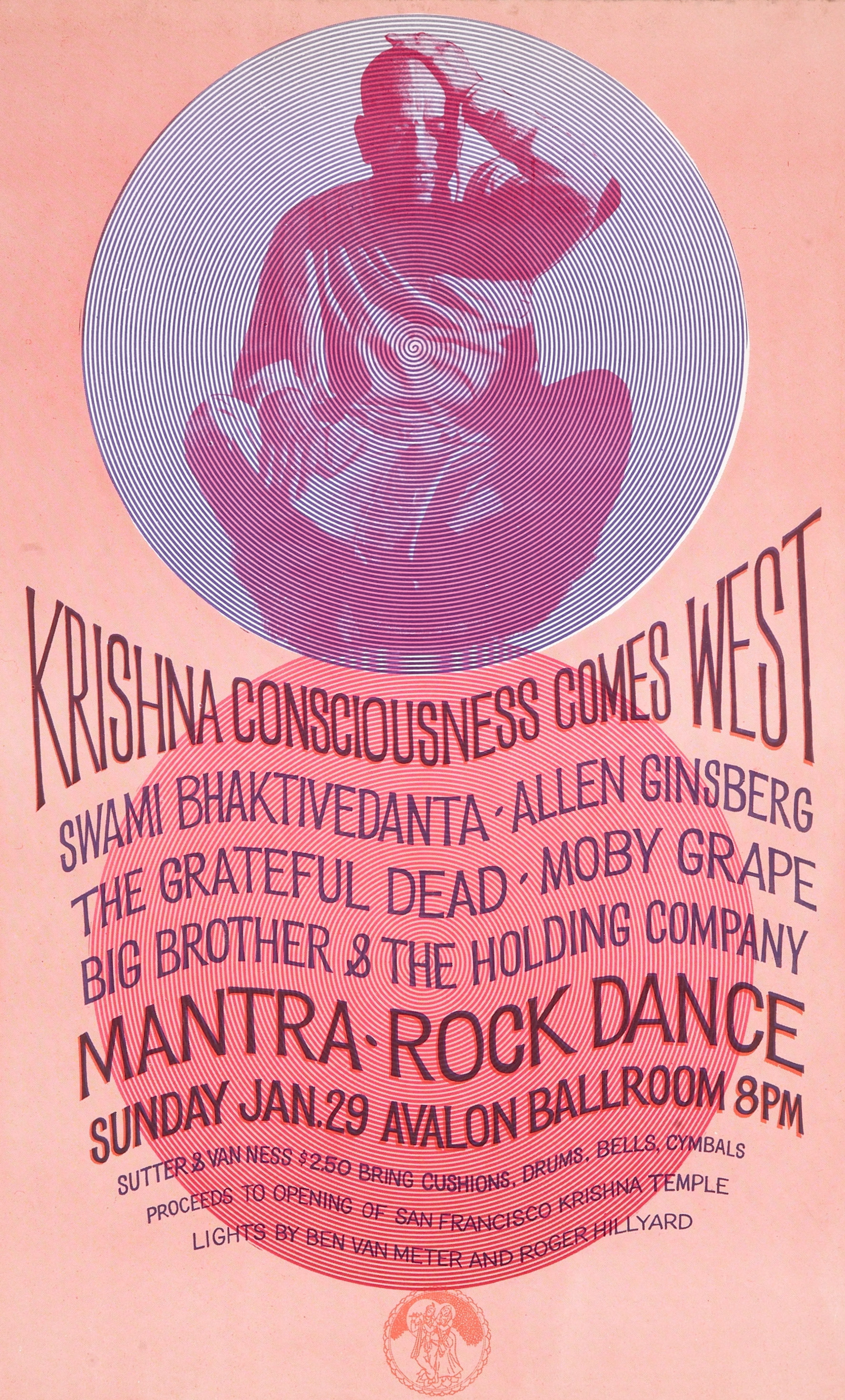
マントラ・ロック・ダンスのプロモーション・ポスター。

バンドの初期の重要なパフォーマンスの一つとして、1967年のマントラ・ロック・ダンス（1967年1月29日にザ・アヴァロンで行われたクリシュナ意識国際協会寺院主催のコンサート）が上げられる。グレイトフル・デッドは、クリシュナ意識国際協会創立者のスワミ・プラブパーダ、詩人のアレン・ギンズバーグ、モビー・グレープ、ビッグ・ブラザー・アンド・ザ・ホールディング・カンパニー・ウィズ・ジャニス・ジョプリンらと共に出演し。収益をクリシュナ意識国際協会に寄贈した。バンドのファーストアルバム、『ザ・グレイトフル・デッド』はワーナー・ブラザースから1967年にリリースされた。
クラシックのトランペット奏者であったフィル・レッシュはベースを演奏した。最も若いオリジナルメンバーのボブ・ウェアはリズムギターを担当した。ロン「ピッグペン」マッカーナンは、27歳で死去する直前の1973年までキーボードとハーモニカを担当した。ガルシア、ウェア、マッカーナンはリードヴォーカルをほぼ同じく担当した。レッシュは何曲かでリードヴォーカルを担当したが、彼のテナーはバンドの3部ハーモニーのキーであった。ビル・クルーツマンはドラムを演奏し、1967年9月には2番目のドラマー、ニューヨーク出身のミッキー・ハートが参加した。ハートは多種多様な他の打楽器も演奏した。

### 1970年-1979年
1970年、バンドはニューオーリンズのウェアハウスで2度のコンサートを行った。1970年1月31日、地元の警察がバーボン・ストリートのバンドが宿泊するホテルを捜索し、様々な麻薬の所持容疑で19名を逮捕、起訴した。2晩目のコンサートは保釈保証人が置かれた後に行われた。結局、起訴は音響エンジニアのオウズリー・スタンリーを除いて全員が退けられた。スタンリーは既にカリフォルニアでLSDを製造していた罪で起訴されていた。この晩の出来事は後にアルバム『アメリカン・ビューティー』からのシングル「トラッキン」の歌詞に歌われ、チャートでは64位を記録した。
ミッキー・ハートは1971年2月にグレイトフル・デッドを脱退、再びドラマーはクルーツマン1人という体制になった。ハートは1974年10月に再加入する。トム「TC」コンスタンテンは1968年から70年まで2人目のキーボード奏者としてバンドに加わり、その間ピッグペンは様々なパーカッションとヴォーカルを担当した。
コンスタンテンの脱退後、ピッグペンは唯一のオルガン奏者としてのポジションに変更した。2年足らず後の1971年末、新たなキーボード奏者のキース・ゴドショウが加入した。ゴドショウはピッグペンのオルガンの横でグランドピアノを演奏する。1972年初めにはキース・ゴドショウの妻のドナ・ジーン・ゴドショウがバックヴォーカルとして加入した。
『ヨーロッパ'72』ツアーの後、ピッグペンの体調は悪化し、バンドのツアーには参加できなくなった。彼が最後に登場したのは1972年6月17日、ロサンゼルスのハリウッド・ボウルでのコンサートであった。ピッグペンは1973年3月にアルコール中毒が原因の複合症により死去した。
ピッグペンの死にも関わらずバンドは活動のペースを落とさず、彼らは新メンバーと共に続行した。彼らは間もなく自身のレーベル、グレイトフル・デッド・レコードを設立した。その年の後半、バンドは新たなスタジオアルバム、ジャズの影響を受けた『ウェイク・オブ・ザ・フラッド』をリリースした。同作はこれまでに無い商業的成功となった。バンドは同作の成功を利用して、すぐにスタジオに戻った。そして、翌1974年には『フロム・ザ・マーズ・ホテル』をリリースした。しかしそのアルバムのリリースの後まもなく、デッドはライヴツアーの休止を決定した。
1975年9月、バンドは8作目のスタジオアルバム『ブルース・フォー・アラー』を発表した。彼らは1976年6月にツアー活動を再開し、休止は短期間で終了した。同年、彼らはアリスタ・レコードと再契約した。1977年、アリスタからのニューアルバム『テラピン・ステーション』がリリースされた。全てがうまく行っているように見えたが、新加入のメンバー、キースとドナ・ジーン・ゴドショウに問題が生じていた。1970年代後半のツアーでバンドはフリーベース・コカインを使用するようになっていた。ライヴでは、ドナにしばしばヴォーカルの問題が生じ、キースは習慣性の麻薬に依存するようになっていた。2人の問題はツアーによって複雑化を引き起こしていた。そして、彼らは1979年2月にバンドからの脱退に同意した。

### 1980年-1994年

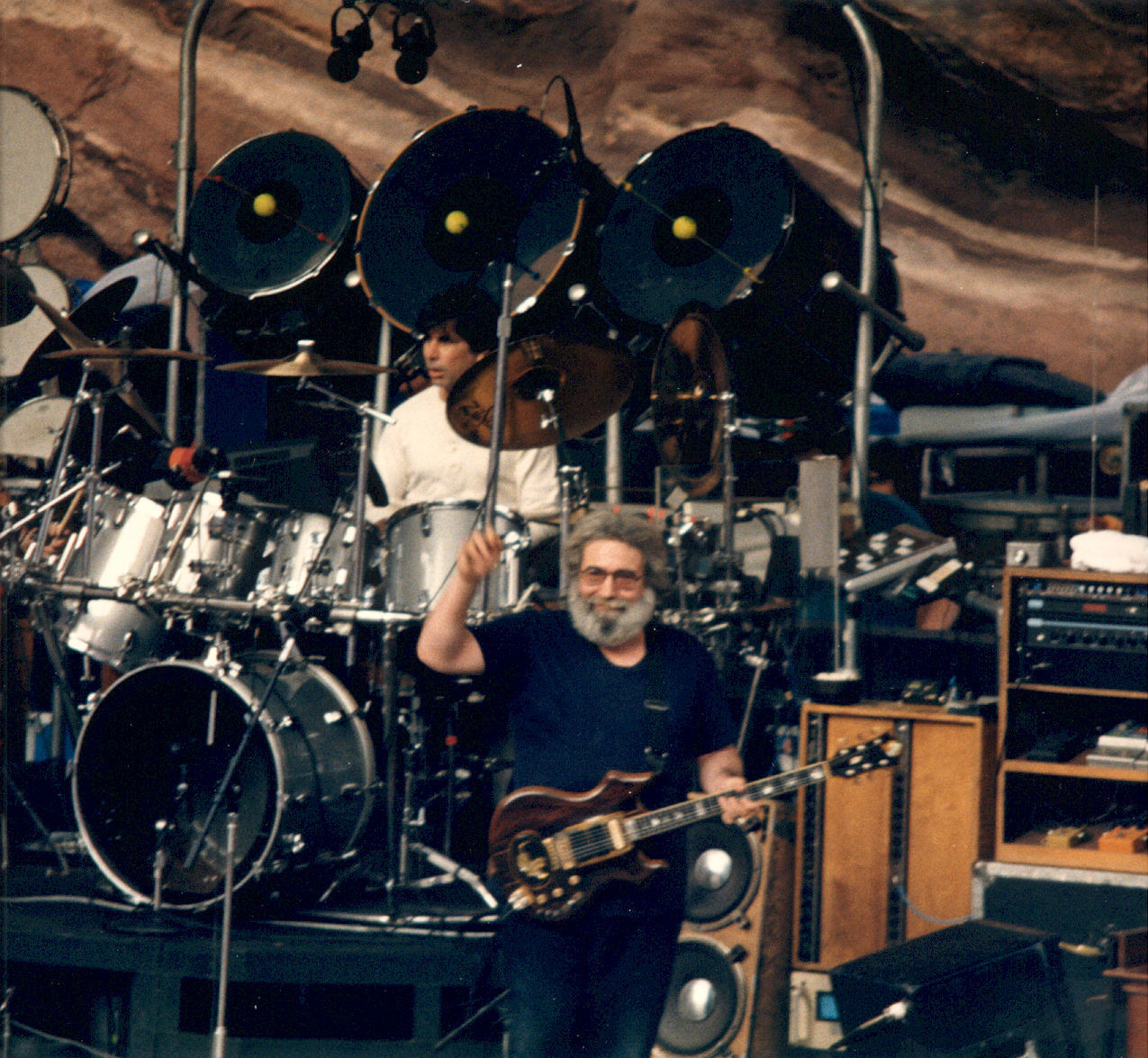
レッド・ロックス・アンフィシアターでのコンサート、1987年。: ジェリー・ガルシア（ギター）、ミッキー・ハート（ドラムス）

ゴドショウ夫妻の脱退後、ブレント・ミドランドがキーボード奏者、ヴォーカリストとして加入し、それは「完全なフィット」と考えられた。キースとドナ・ジーンはハート・オブ・ゴールド・バンドを結成したが、キースは1980年に交通事故で死去した。ミドランドはグレイトフル・デッドで11年間キーボードを演奏したが、1990年7月にオーバードーズのため死去した。グレイトフル・デッドのキーボード奏者として死去したのは3人目であった。
1980年代にバンドは、ミドランドの才能を借りてその様子を変えていった。1980年代初めにミドランドがバンドでの位置を確立して間もなく、ガルシアの健康が衰え始めた。彼の麻薬使用の習慣はステージ上での活気を損ねていった。ガルシアは1985年に麻薬使用の習慣を絶った後、1986年7月に数日間糖尿病性昏睡に陥った。回復後、バンドは1987年7月に『イン・ザ・ダーク』をリリースしたが、同作は彼らのスタジオアルバムの中で最大のヒットとなり、同作からのシングル「タッチ・オブ・グレイ」は彼ら唯一のトップ10ヒットとなった。またその年にバンドはボブ・ディランとツアーを行い、その様子は『ディラン&ザ・デッド』としてリリースされた。
ガルシアの回復とアルバムの成功に触発され、バンドの意欲と相性は1980年代後半から90年代にかけてピークに達した。パフォーマンスは精力的で、そしてその結果としてあらゆるショーはその最大収容数を上回る盛況となった。ミドランドが1990年夏のツアー後に死去し、バンドの「ハイタイム」は突然に停止した。バンドは今や再構築する必要があった。元チューブスのキーボード奏者であるヴィンス・ウェルニックと、ザ・レインジというバンドで成功を収めていたブルース・ホーンズビーの2名がキーボードとヴォーカルで加入した。ウェルニックはバンドに正式メンバーとして加入し、ガルシアの死まで在籍したが、ザ・アザー・ワンズやザ・デッドのメンバーにはならなかった。しかし彼はラットドッグの初期の具体化の際にボブ・ウェアとプレイしている。ウェルニックは2006年6月2日に死去し、伝えられるところによれば、死因は自殺であったという。ホーンスビーは1992年3月24日まで非公式なメンバーであり、その後も様々なグレイトフル・デッドのプロジェクトに参加した。

### 1995年解散-現在

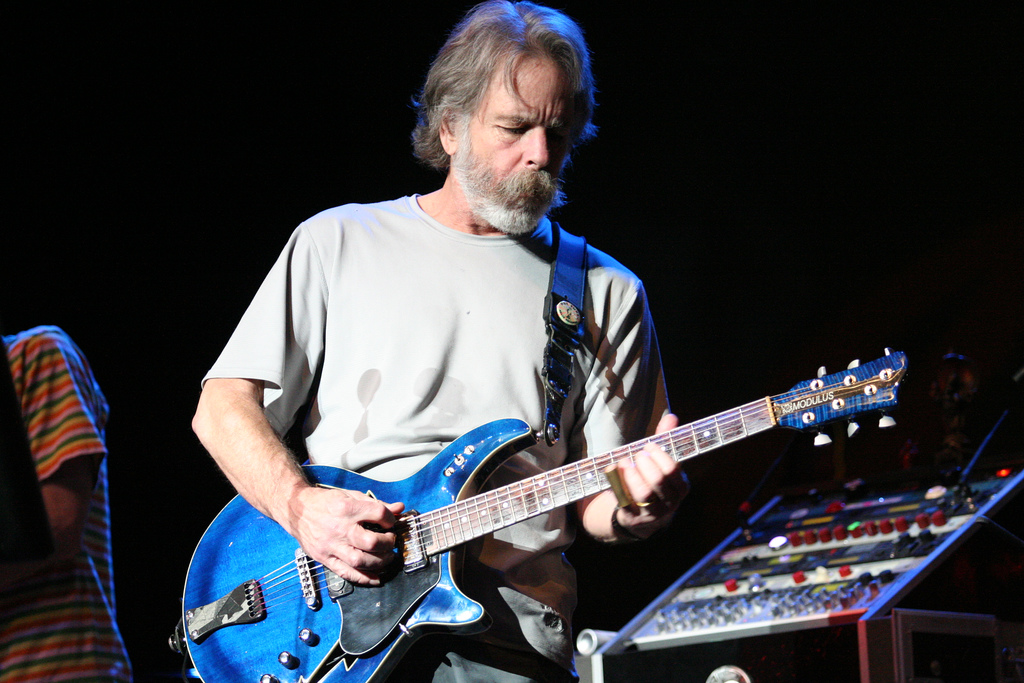
ステージでのボブ・ウェア、2007年。モデュラス G3FHを使用

1995年8月9日、ジェリー・ガルシアはカリフォルニアの薬物リハビリ施設に入院中、心臓発作のため53歳で逝去。
死後、残されたメンバーは正式に解散を決めた。しかしそれ以来、残されたメンバーの様々な組み合わせによる再結成コンサートが行われている。
1995年以来、グレイトフル・デッドの元メンバーはソロの音楽活動も継続した。ボブ・ウェア&ラットドッグは多くのコンサートを行い、何枚かのアルバムもリリースした。フィル・レッシュ・アンド・フレンズも同様である。ミッキー・ハートとビル・クルーツマンもそれぞれ何枚かのアルバムをリリースした。ハートは彼のワールドミュージック・パーカッションアンサンブルのプラネット・ドラムならびにミッキー・ハート・バンドとともにツアーを行った。クルーツマンはいくつかの異なったバンドを率い、その中にはBK3、7ウォーカーズ（パパ・マリと共に）、ビリー&ザ・キッズが含まれる。ドナ・ゴドショウはドナ・ジーン・ゴドショウ・バンドでミュージックシーンに復帰し、トム・コンスタンテンも作曲と演奏を続けている。これらの全てのグループがグレイトフル・デッドの曲を演奏し続けている
1998年、ボブ・ウェア、フィル・レッシュおよびミッキー・ハートに加えて何名かのミュージシャンによるジ・アザー・ワンズが結成されて複数回のライヴを行い、翌年にはライヴアルバム『The Strange Remain』がリリースされた。2000年にアザー・ワンズは再びツアーを行い、このときはビル・クルーツマンが加わったが、レッシュは参加しなかった。翌年は休養し、2002年に再び活動を行う。このときはレッシュが参加し、グレイトフル・デッドの経歴のほとんどで活動していた元メンバー4人が参加することとなった。アザー・ワンズにはこの他ギタリストとしてマーク・カラン、スティーヴ・キモック、ジミー・ヘリング、キーボード奏者としてブルース・ホーンズビー、ジェフ・キメンティ、ロブ・バラッコ、サキソフォン奏者のデイヴ・エリス、ドラマーのジョン・モロ、ベーシストのアルフォンソ・ジョンソン、ヴォーカリストのスーザン・タデスキが加わった。
2003年、ウェア、レッシュ、ハート、クルーツマンを含むジ・アザー・ワンズはその名を「ザ・デッド」と変更した。ザ・デッドは2003年と2004年にツアーを行った。2008年には2度のコンサート、「デッドヘッズ・フォー・オバマ」「チェンジ・ロックス」を行った。2009年にもツアーを実施する。デッドのメンバーは様々で、その中にはギタリストのジミー・ヘリング、ウォーレン・ヘインズ、キーボードのジェフ・キメンティ、ロブ・バラッコ、ヴォーカリストのジョーン・オズボーンが含まれた。
2009年のデッドのツアー後、レッシュとウェアは「ファーザー」を結成し、9月にデビューした。参加メンバーはレッシュとウェアに加えてジョン・カドルシック（ギター）、ジェフ・キメンティ（キーボード）、ジョー・ルッソ（ドラム）、ジェイ・レーン（ドラム）、サンシャイン・ベッカー（ヴォーカル）およびゾエ・エリス（ボーカル）であった 。レーンとエリスは2010年にバンドを去り、その年の後にヴォーカリストのジェフ・パーソンが加入した。ファーザーは2014年に解散した。
2010年にハートとクルーツマンはリズム・デビルズを再結成し、夏にコンサートツアーを行った。
2014年10月にマーティン・スコセッシがグレイトフル・デッドのドキュメンタリー映画を製作すると発表された。監督はアミール・バーレフ。デヴィッド・レミューが選曲の監修を行い、ウェア、ハート、クルーツマンおよびレッシュは映画のために新たなインタビューを受けることに同意した。

### "フェア・ジー・ウェル"
2015年、ウェア、レッシュ、クルーツマンおよびハートは「"Fare Thee Well: Celebrating 50 Years of the Grateful Dead"」と呼ばれる5夜のコンサートのためバンドを再結成した。コンサートは6月27日、28日にカリフォルニア州サンタクララのリーバイス・スタジアムで、7月3日、4日、5日にイリノイ州シカゴのソルジャー・フィールドで行われた。これはいわゆる「核となる4人」が一緒に演奏する最後のライヴであると述べられた。バンドはフィッシュのトレイ・アナスタシオ（ギター）、ジェフ・キメンティ（キーボード）、ブルース・ホーンスビー（ピアノ）がサポートした。チケットの需要は非常に高騰した。コンサートは、いろいろなメディアによって同時放送された。シカゴでのショーはCDおよびDVDのボックスセットとしてリリースされた。

### デッド&カンパニー
2015年8月、グレイトフル・デッドの元メンバー、ミッキー・ハート、ビル・クルーツマンおよびボブ・ウェアは、ギタリストのジョン・メイヤー、キーボード奏者のジェフ・キメンティ、ベーシストのオテイル・バーブリッジと共にデッド&カンパニーを結成すると発表した。バンドは2015年10月から12月にかけて20以上のコンサートを行い、2016年夏にも第2回ツアーとして20以上のコンサートを行うことが発表された。

## 音楽スタイル

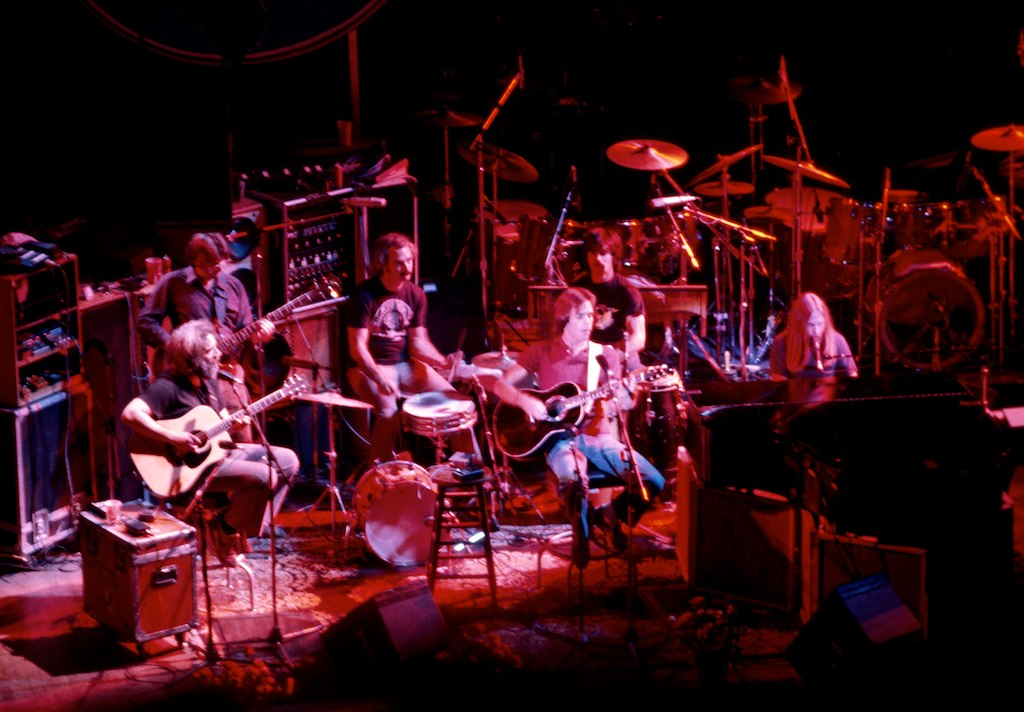
サンフランシスコ、ウォーフィールド・シアターでのアコースティック・パフォーマンス、1980年。左から右に：ガルシア、レッシュ、クルーツマン、ウェア、ハート、ミドランド

グレイトフル・デッドは、ビートルズ、ザ・ビーチ・ボーイズ、ローリング・ストーンズなどのバンドが放送を支配していた時代に結成された。「ビートルズは、私達がジャグ・バンドからロックンロールバンドに転向した理由であった」とボブ・ウェアは語った。「私達が見た彼らの演奏は極端に魅力的であった。」以前のフォークシーンにおけるスターであったボブ・ディランは、エレキ楽器をフィーチャーしたアルバムを数枚リリースした。「私はより価値のある行いについて何も考えることができなかった。」とガルシアは語った。グレイトフル・デッドのメンバーはニューヨークのバンドラヴィン・スプーンフルとのツアーの後、「エレキで行く」と決心し、より汚れた音を探し始めた。徐々に、アメリカ東海岸のフォークミュージシャン、元はコーヒーハウスシーンの先覚者のほとんどが、エレキ楽器の使用に転向していった。1950年代後半および60年代初期のアメリカのフォークミュージック・リバイバルに没頭していたジェリー・ガルシアとボブ・ウェアにとって、エレキ楽器の方に心を開いていったことは自然なことであった。
グレイトフル・デッドの初期のスタイル（1960年代中期）は、「サイケデリック・ミュージック」を確立する過程の一部であったけれども、彼らの本質は「ストリート・パーティ」であった。彼らは「サイケデリック」な演奏を発展させ、パロアルトでケン・キージーと出会い、その後彼の開催したアシッド・テストのハウスバンドとなった。デッドは、彼らの音楽を確立したカテゴリー（例えばポップ・ロック、ブルース、フォークロック、カントリー・アンド・ウェスタン）に固定したいとは思わなかった。彼らのレパートリーの中の個々の曲はこれらのカテゴリーの下で特定することができた。しかし、全体としての彼らの音楽はこれら全てのジャンルと、よりしばしば、それらのいくつかが混合したものであった。それはおそらくこれを考慮して、ビル・グラハムがグレイトフル・デッドについて「彼らは何かをするときに最高ではなく、彼らがすべきことをするのが、唯一のものである。」と語った。しばしばデッドは（ライヴとレコーディングの両方において）、調査のために奇妙な音の広がりの余地を残した。
彼らのライヴは、音楽への即興的なアプローチを元にして、グレイトフル・デッドを他のライヴバンドと異なった存在に作り上げた。ほとんどのロックンロールバンドが、都市から都市へ移動し毎晩ツアーのための標準的なショーをリハーサルする間、グレイトフル・デッドはそれを行わなかった。ガルシアは1966年のインタビューで「私たちは前もって私たちのセットを作ってはいない。私たちは一枚の紙からよりむしろ頭のてっぺんから離れて働く方が良い。」と語っている。彼らは、存在を通してこの操作の倫理的体系を維持した。それぞれの演奏ごとに、バンドは100曲ほどのレパートリーから、材料を得た。
1969年のライヴアルバム『ライヴ/デッド』は彼らの本質の多くを捉えているが、商業的な成功は1970年の『ワーキングマンズ・デッド』『アメリカン・ビューティー』まで待たなければいけなかった。これらのアルバムは、主としてバンドのリラックスしたアコースティック演奏と、より伝統的な曲の構造を特徴とした。
バンドとそのサウンドは30年にも及ぶツアーと演奏、レコーディングによって円熟し、各々のメンバーのスタイルの貢献はより定められ、着実で、定義可能になった。元々はクラシックのトランペット奏者で、幅広い音楽理論の背景を持つレッシュは、伝統的なブルースを基礎としたベースを演奏する傾向ではなく、しばしば二番目のリードギターのようによりメロディックで、シンフォニックな複雑なラインを演奏した。ウェアも伝統的なリズムギター奏者ではなかったけれども、デッドのサウンドにおいてはジャズに影響され、ユニークな逆転をする傾向があった。2人のドラマー、ミッキー・ハートとクルーツマンは、クルーツマンのしっかりしたビートとハートのロック古典から外れたパーカッションスタイルへの興味が釣り合って、ユニークで複雑なインタープレイを開発した。ハートは自らのドラムカウントに合わせて11-カウントメジャーを取り入れた。そして、その新生スタイルの重要な部分になったバンドの音に新次元を持ち込んだ。ガルシアのリードラインは流れるようで、柔軟で、控え気味だった。そして、フィンガーピッキングとバンジョーの訓練にその性格の多くを負っていた。
バンドの主な作詞家のロバート・ハンターとジョン・ペリー・バーロウは、一般的に愛情と損失、生と死、ギャンブルと殺人、美と恐怖、カオスと秩序、神および他の宗教的テーマ、旅行とツアーをテーマにして作詞を行った。ザ・ニューヨーカー誌の回顧展では、ハンターの詩句を「楕円で、かわるがわる鮮明で、格言的な」ものと表現した。そして、それはしばしば「バラとベルと露についてのヒッピーの詩」であった。

## 商業的成功
ハル・カントは音楽グループの代理人業を専門とするエンターティンメント業界で活動する弁護士であった。彼は35年に亘ってグレイトフル・デッドの専属弁護士と代理人を務め、グループ内でのポジションは強く、バンドのビジネスにおいて彼は「皇帝」と見なされた。
カントはバンドの知的財産権と販売権利の管理を通じて、バンドに数百万ドルの利益をもたらした。カントの推薦により、デッドはロック界における数少ない自身のマスターテープと出版権を所有するバンドの先駆けとなった。
2006年にグレイトフル・デッドはライノ・エンタテインメントとの10年に及ぶライセンス契約にサインした。ライノはデッドのビジネスをマネージメントし、その中にはアルバムのリリース、グッズの販売およびマーケティングが含まれた。2011年にライノとグレイトフル・デッド・プロダクションはキュリオス・センスと共にバンドの遺産を元にしたオンラインおよびモバイルのソーシャルゲームの開発を始めた。バンドはデッドの音楽カタログの所有権と開発の権利を引き続いて所有する。
グレイトフル・デッドのビデオゲーム「Grateful Dead Game - The Epic Tour」はキュリオス・センスが開発し、2012年4月にリリースされた。

## ライヴパフォーマンス

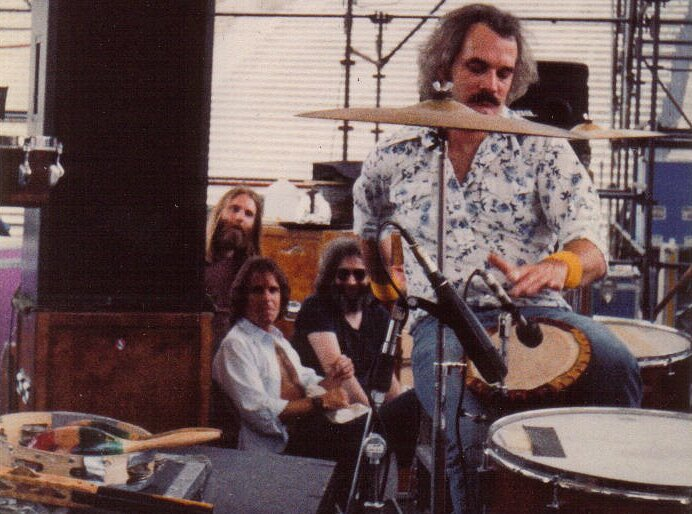
グレイトフル・デッドのメンバー、1980年代初め。：ドラムをプレイするビル・クルーツマンを見つめるブレント・ミドランド、ボブ・ウェア、ジェリー・ガルシア

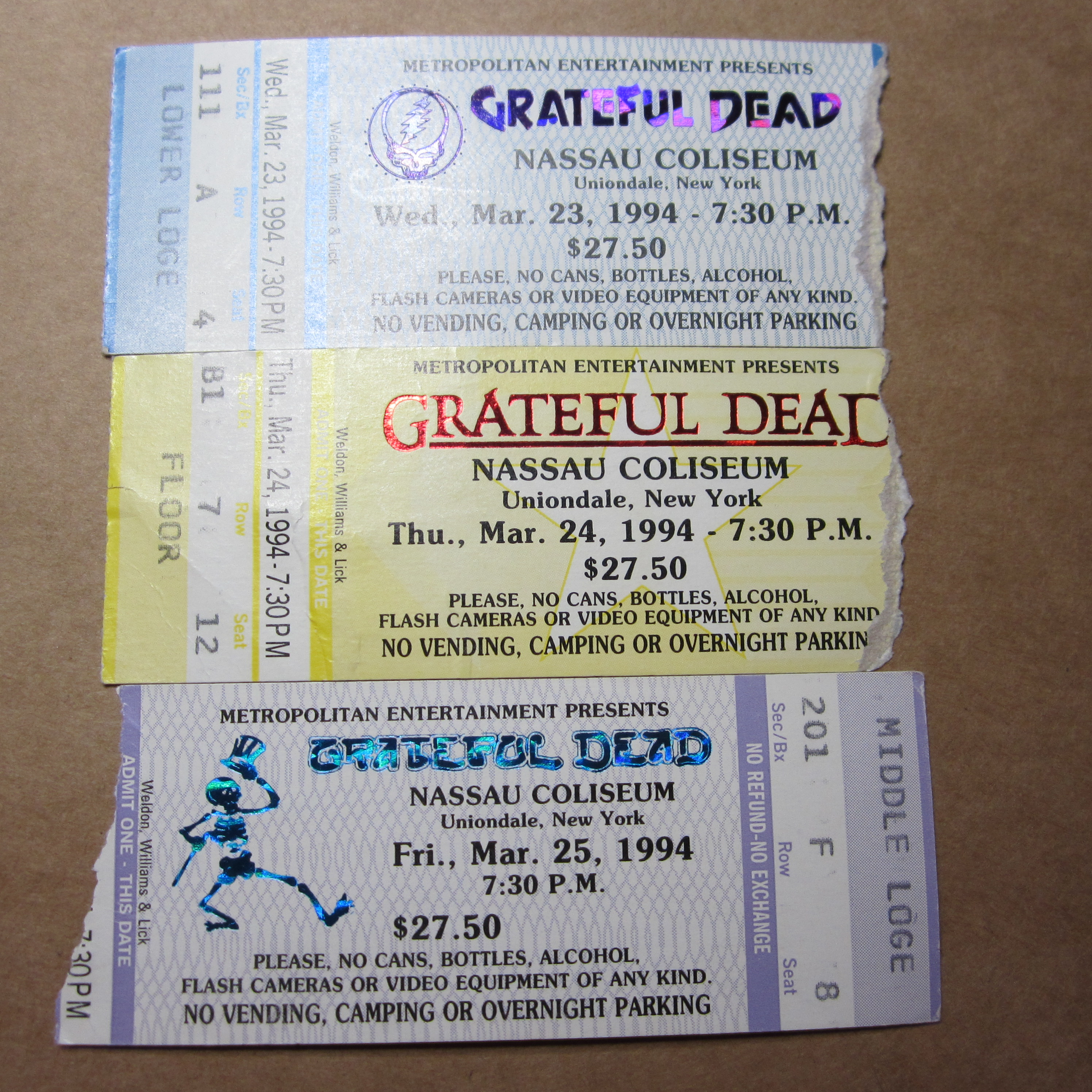
1994年春のナッソー・コロシアムでのコンサートチケットの半券

グレイトフル・デッドはその経歴を通して常にツアーを行い、2,300回以上のコンサートを行った。彼らは「デッドヘッズ」と呼ばれるファンのコミュニティ形成を促進し、多くのファンが彼らのツアーを追いかけた。バンドは経歴の初期に自らの時間と才能をコミュニティ形成につぎ込み、サンフランシスコのヘイト・アシュベリーでは無料の食事、宿泊、音楽、そして健康管理も提供した。バンドは「音楽の歴史上どんなバンドよりも自由なコンサート」を実行したと言われた。
1975年（この年はライヴを休憩し、4回のコンサートを行ったのみであった）を除いて、グレイトフル・デッドは1965年4月の結成以来1995年7月9日まで毎年多くのコンサートを実行した。当初彼らのショーの全てはカリフォルニア州、主にサンフランシスコ・ベイエリアとロサンゼルス近郊で行われた。彼らはまた、1965年と66年にはケン・キージー、メリー・プランクスターズと共にアシッド・テストのハウスバンドとしてのショーも行った。彼らが全国ツアーを始めたのは1967年6月（ニューヨークへの最初の進出）で、カナダやヨーロッパでも何度かツアーを行い、1978年にはエジプトのギザの大ピラミッドで3夜にわたるコンサートを行った。1967年にはモントレー・ポップ・フェスティバル、1969年にはウッドストック・フェスティバル、1970年にはフェスティバル・エクスプレスに参加している。1969年12月6日のオルタモント・フリーコンサートにはローリング・ストーンズの次に出演する予定であったが、セキュリティの懸念のため取りやめとなった。ローリング・ストーン誌のスタッフは「それは、オルタモントで物事が進んだ方法であった－それはひどく、グレイトフル・デッド、フェスティバルの主要な組織者および移動者は、演奏に到着することさえしなかった」と、イベントの詳細を執筆した。
彼らのイギリスにおける初のコンサートは、1970年のハリウッド・ミュージック・フェスティバルであった。彼らの最大のコンサートは1973年、オールマン・ブラザーズ・バンドおよびザ・バンドと共に行ったサマー・ジャム・アット・ワトキンズ・グレンで、約600,000人の聴衆が集まった。「ギネス世界記録」1998年度版では「最も多くコンサートを行ったロックバンド」（2,318回）として記録が掲載された。彼らは推計2,500万人のオーディエンスの前で演奏し、一回のコンサートの最高は80,000人を記録した。これらのコンサートの多くは録音され保存された。そしてその後数ダースはCDとして、またネットでダウンロードする形態でリリースされた。デッドは夜ごとにセットリストが相当変化することで知られていた。バンドが演奏したとされる曲の数は500を超える。バンドは4本のコンサートビデオを『View from the Vault』としてリリースしている。
1990年代にグレイトフル・デッドはコンサートツアーで2億8500万ドルの収益を上げたが、これはローリング・ストーンズに次いで2番目であった。ジェリー・ガルシアの死後ツアーは終了したため、この数字は1995年までのツアー収益を代表する。
彼らの多くのスタジオアルバムは、一般的に彼らが最初にコンサートで演奏した新しい曲のコレクションであった。バンドはまた、拡大されたジャム演奏でも有名であった。興が乗れば一つの曲で数十分も演奏を続けるため、長いときは公演時間が8時間に及ぶこともあったという。それは、同時に結合力がある音楽の単位として一緒に混合される、バンドメンバーの各々が即席につくった個々のインプロヴィゼイションならびに特徴的な「グループ・マインド」インプロヴィゼイションを特徴とした。音楽的に、これはバンドが曲の形の範囲内でだけでなく、形でも即席につくったという点で例示されるかもしれない。グレイトフル・デッドは、しばしば同じ曲を二回同じ方法で歌わなかったと言われた。各々のバンドメンバーの結合力を持った聴く能力は、「フリーフォーム」とインプロヴィゼイションの超越に向かった。彼らのコンサートのセットはしばしば曲が次の曲と混合されて演奏された（セグエの一種）。

### コンサート音響システム
ウォール・オブ・サウンドは、大型の音響システムでグレイトフル・デッドのために特別に設計された。デッドは彼らが演奏を行ったコンサート会場の音響システムに満足することが無かった。モントレー・ポップ・フェスティバルの後、バンドのクルーは他の演者の音響機材を「借りて」、サンフランシスコでのいくつかの無料コンサートを主催する際に使用した。活動初期には音響技師のオウズリー「ベアー」スタンリーが彼らのためのPAおよびモニターシステムを設計した。ベアーはデッドのレコーディング・エンジニアを長年に亘って務め、彼はまた、最大のLSD供給者でもあった。スタンリーの音響システムは繊細で、気難しく、技術的な故障でしばしばライヴを停止に至らせた。スタンリーが1970年にLSD製造の罪で刑務所に収監された後、バンドは短期間会場のPAを使用したが、それらはスタンリーが作ったシステムよりも更に信頼できない物であることを理解した。1971年にバンドは初めてソリッドステート音響システムをアレンビック・インク・スタジオから購入した。このため、アレンビックはウォール・オブ・サウンドの研究、発展と生産で重要な役割を演じることとなる。バンドはその年、ダン・ヒーリーを迎え入れた。ヒーリーは1993年までグレイトフル・デッドのライヴでのサウンドミックスを担当した。

### ライヴの録音
この時期の他のいくつかのバンド同様、グレイトフル・デッドはファンにコンサートの自由な録音と交換を許可した。長年に亘って、会場では録音者（テーパーと呼ばれる）のマイクが林立し、公式なサウンドクルーの問題となっていた。結局これは、サウンドボードセクション後方にテーパー用のセクションが確保されることとなり、特別な「テーパー」チケットを購入することでこのセクションで録音ができるようになった。しばしばサウンドクルーはテーパーに対してサウンドボードに録音機を直接接続するのを許可した。そして、それは特別なコンサート記録テープとなった。バンドはこの様にして録音されたテープを営利目的で無い限り交換することを許可し、ライヴへのさらなる動員を促した。
近年、archive.orgが彼らのサイトでどの録音をダウンロードすることができるかといういくつかの論争があった。現在全ての録音がダウンロードできるけれども、サウンドボード録音はダウンロードできず、ストリーミング配信のみである。
グレイトフル・デッドによる約2,350回のショーで、およそ2,200回はテープに録音され、そのほとんどはオンラインで存在する。バンドはこれらのテープを早い時期から収集し、カタログ化を行い、ディック・ラトバラがその管理者であった。『Dick's Pick』はラトバラに因んで名付けられた。1999年にラトバラが死去すると、デヴィッド・レミューが後を引き継いだ。グレイトフル・デッドのライブ1,590回分のサブセットからのコンサート・セットリストは、どの曲がコンサートで演奏され、どのような演奏の違いがあるか比較するため、Last.fmの会員はオンラインで聞くことができる。『Marketing Lessons from the Grateful Dead: What Every Business Can Learn From the Most Iconic Band in History』でデヴィッド・ミアマン・スコットとブライアン・ハリガンは、テーパー・セクションでの自由な録音とテープの交換がグレイトフル・デッドのファンを増やした重要な一因と特定している。

## アートワーク
長年に亘ってグレイトフル・デッドを象徴する多くのイメージが使用されてきた。これらのイメージの多くはアルバムカバーやコンサートポスターのアートワークが基となった。
頭蓋骨とバラ
頭蓋骨とバラのデザインは、エドモンド・ジョセフ・サリバンによる白黒画に、アルトン・ケリーとスタンリー・マウスがレタリングと色を追加して創作された。サリバンの元イラストは1913年に出版された『ルバイヤート』の挿絵であった。頭蓋骨とバラは、キリスト教の殉教者の頭蓋骨を祭日にバラで飾る習慣が含まれる。バラは聖ヴァレンタインの象徴である。ヴァレンタインは断頭によって処刑された。したがって、ローマでは教会で彼を追悼するため、祭日に頭蓋骨をバラで囲んだ。この習慣は生存と行為が確かめられることができなかった他の伝説的な聖者と一緒に、ヴァレンタインがローマカトリック教会の司祭から取り除かれた1960年代後期に取りやめられた。ケリーとマウスによるデザインは、1966年9月16日、17日にアヴァロン・ボールルームで行われたコンサートのポスターに初登場した。それは後にアルバム『ザ・グレイトフル・デッド』(1971) のジャケットに使用された。同アルバムはしばしば『Skull and Roses』とも呼ばれる。
道化師
デッドのもう一つのアイコンは、リュートをもって道化師の服装をした骸骨である。このイメージは1972年にスタンリー・マウスがエアブラシによって製作した。これは元々『The Grateful Dead Songbook』の表紙のために製作された。
ダンシング・ベアー
型紙によって創られた一連の踊る熊は、ボブ・トーマスがアルバム『History of the Grateful Dead, Volume One (Bear's Choice)』(1973) のバックカバー用にデザインした。トーマスは、詳細不明のフォントの活字を元にしたという。アルバムを録音、プロデュースしたオウズリー「ベアー」スタンリーはその熊について言及する。スタンリーは「アルバムカバーの熊は、本当は『踊り』ではない。私は人々がなぜそう思っているか分からない。彼らのポジションは明らかに行進しているものである。」
スティール・ユア・フェイス スカル
おそらく最も有名なグレイトフル・デッドのアイコンは頭蓋骨の中に青白赤の稲妻が描かれた物である。それはアルバム『凍てついた肖像 Steal Your Face 』(1976) のジャケットに使用され、そこからその名で知られる。オウズリー・スタンリーとボブ・トーマスによってデザインされ、当初はロゴマークとしてバンドの機材に使用された。
ダンシング・テラピン
2匹の踊るテラピン（イエガメ）は、アルバム『テラピン・ステーション』(1977) で初登場した。ケリーとマウスがデザインしたが、元絵はドイツのイラストレーター、ハインリヒ・クレイによるものであった。それ以来、これらのカメはグレイトフル・デッドのよく知られるロゴとなった。
アンクル・サム・スケルトン
アンクル・サム・スケルトンは、『グレイトフル・デッド・ムーヴィー』(1977) のアニメ部分に登場し、ゲーリー・グティエレスがデザインした。このデザインは、グレイトフル・デッド・スケルトンと、アニメの中で使用された「U.S.ブルース」に使用されるアンクル・サムのモチーフが合わされて創り出された。

## デッドヘッズ
グレイトフル・デッドのファン及び熱狂的な愛好家はデッドヘッズと呼ばれる。その語源は不明であるが、1971年のアルバム『グレイトフル・デッド (Skull & Roses)』には、ジャケット中面にマネージャーのジョン・マッキンタイアによるメッセージが掲載された：
Who are you?      Where are you?

How are you?

send us your name and address

and we'll keep you informed

Dead Heads

多くのデッドヘッズがバンドと共にツアーを行う。グループとしてデッドヘッズは非常に成熟していると考えられた。警官のリック・レイナーは「オレゴンでのフットボールの試合で1回働くより、グレイトフル・デッドのコンサートで9回働く方がいい。」と語った。「彼らはゲームでするように戦闘的にはならない。」
著名人のデッドヘッズとしては、女優常盤貴子、第42代アメリカ合衆国大統領ビル・クリントン、元副大統領アル・ゴアと夫人ティッパー・ゴア、スティーブ・ジョブズ、ウォルター・クロンカイト、ナンシー・ペロシ、フランク・マリノ、ヘンリー・ロリンズ、グレッグ・ギン、キース・ヘリング、ウーピー・ゴールドバーグ、ジェフ・ペリー、NBAのシカゴ・ブルズやロサンゼルス・レイカーズでヘッドコーチを務めたフィル・ジャクソン、SF作家のウィリアム・ギブスン、神話学者のジョセフ・キャンベルなど、錚々たる面子が並ぶ。

## アーカイブの寄贈
2008年4月24日、元メンバーのボブ・ウェアとミッキー・ハートはクロニクルブックスのCEOナイオン・マケヴォイ、カリフォルニア大学サンタクルーズ校の学長ジョージ・ブルーメンタール、同校の図書館員ヴァージニア・スチールと共に記者会見を開き、同校のマクヘンリー図書館にグレイトフル・デッドの1965年から現在までの完全な歴史の記録を収蔵することを発表した。このアーカイブには書状、写真、フライヤー、ポスターとその他のメモラビリア、レコードが含まれる。また、未公開のインタビュービデオおよびテレビ出演時のビデオが来館者は閲覧することができ、バンドがコンサートで使用したステージ背景やその他のプロップも見ることができる。
ブルーメンタールはその記者会見で「グレイトフル・デッド・アーカイブは、20世紀の最も重要なポピュラー文化のコレクションのうちの1つを代表している。UCサンタクルーズは、この測り知れないほど貴重な贈り物を受け取ることを光栄に思っている。グレイトフル・デッドとUCサンタクルーズは、共に非常に革新的な組織 - 同じ年に誕生した - である。世界への主要で、ポジティブなインパクトを作り続ける。」と述べた。ギタリストのボブ・ウェアは「私達は探し回り、UCサンタクルーズは最もよいホームと思われた。もしいつかあなたが手紙をグレイトフル・デッドに書いたならば、あなたは多分、そこでそれを見つけるだろう！」と語った。
フレドリック・リーバーマン教授はバンドと大学の接触の橋渡しとなった。教授はかつてミッキー・ハートと三冊の本「Planet Drum (1990)」「Drumming at the Edge of Magic (1991)」「Spirit into Sound (2006)」を出版していた。
グレイトフル・デッド・アーカイブ収蔵品の最初の大規模な展示会は、2010年にニューヨーク歴史協会で行われた。

## 受賞歴等
2004年にローリング・ストーン誌はグレイトフル・デッドを「ローリング・ストーンの選ぶ歴史上最も偉大な100組のアーティスト」で57位にランクした。
2007年2月10日にグレイトフル・デッドはグラミー賞の特別功労賞生涯業績賞を受賞した。賞はミッキー・ハートとビル・クルーツマンが受け取った。
2011年5月23日に、1977年5月8日にコーネル大学のバートンホールで行われたコンサートの未発表録音がアメリカ議会図書館の全米録音資料登録簿に追加された。このライヴのオーディエンステープおよびサウンドボードテープは長い間ファンの間で流通しており、多くの人がそれをバンド最高のコンサートであったと考える。

## メンバーシップ
リードギタリストのジェリー・ガルシアは、しばしばグレイトフル・デッドのリーダーまたは主要なスポークスマンとして一般大衆とメディアから見なされたが、特に彼と他のグループ・メンバーが自身を平等な参加者であり、総体的な音楽と創造作品の誘因と見なしたときから、彼はそのように認められるのを嫌った。サンフランシスコ生まれのガルシアは、エクセルシオール地区で成長した。彼の主要な影響の一つはブルーグラスであり、彼はブルーグラスバンドでバンジョー（彼が最も愛した楽器の一つ）とペダルスティール・ギターを演奏した。そのようなバンドの一つにオールド・アンド・イン・ザ・ウェイがあり、彼はマンドリン奏者のデヴィッド・グリスマンと共に演奏を行った。
ブルース・ホーンズビーは、他の活動への関与のため決してバンドのフルタイムの公式メンバーとはならなかったが、デッドの1990年9月から92年3月までのほとんどのライヴでキーボードを演奏し、1988年から95年にかけて100回以上バンドと共に活動した。ジェリー・ガルシアは彼を「フローティング・メンバー」と称し、ホーンズビーは自由に行き来ができた。
ロバート・ハンターとジョン・ペリー・バーロウはバンドの主要な作詞家で、ハンターは1969年、バーロウは1971年から活動し、バンドが解散するまで活動に寄与した。ハンターはガルシアと多くコラボレートし、バーロウはウェアとであった。両名はともに他のメンバーとも協力した。
1994年にグレイトフル・デッド（11人の公式メンバーおよびロバート・ハンター）の12人のメンバーがロックの殿堂入りした。ブルース・ホーンズビーがプレゼンターを務めた。バーロウは公式なメンバーとは認められなかったが、バンドの公式サイト、Dead.netでは公式メンバーに次いでリストされる。

## ディスコグラフィ
- ザ・グレイトフル・デッド The Grateful Dead (1967)
- 太陽の賛歌 Anthem Of The Sun (1968)
- アオクソモクソア Aoxomoxoa (1969)
- ライヴ/デッド Live/Dead (1969)
- ワーキングマンズ・デッド Workingman's Dead (1970)
- アメリカン・ビューティー American Beauty (1970)
- グレイトフル・デッド (Skull & Roses) Grateful Dead (1971)
- ヨーロッパ'72 Europe 72 (1972)
- ヒストリー・オブ・ザ・グレイトフル・デッド vol.1 History Of The Grateful Dead Vol.1 (Bear's Choice) (1973)
- ウェイク・オブ・ザ・フラッド Wake Of The Flood（大洪水） (1973)
- フロム・ザ・マーズ・ホテル Grateful Dead from Mars Hotel (1974)
- ブルース・フォー・アラー Blues For Allah (1975)
- 凍てついた肖像 Steal Your Face (1976)
- テラピン・ステーション Terrapin Station (1977)
- シェイクダウン・ストリート Shakedown Street (1978)
- ゴー・トゥ・ヘヴン Go To Heaven (1980)
- レコニング Reckoning (1981)
- デッド・セット Dead Set (1981)
- イン・ザ・ダーク In The Dark (1987)
- ディラン&ザ・デッド (1989)
- ビルト・トゥ・ラスト Built To Last (1989)
- ウィズアウト・ア・ネット Without A Net (1990)